# علاء الدين (علامة تجارية)
علاء الدين هي علامة تجارية أمريكية، ظهرت في عام 1908، وهي مملوكة لشركة باسفيك ماركت انترناشونال في سياتل، واشنطن. أصبحت العلامة ذات شعبية بسبب مجموعة من علب الغذاء ذات رسومات لشخصيات مثل سوبرمان وميكي ماوس.

## صناعات علاء الدين
كانت صناعات علاء الدين عبارة عن بيع صناديق الغداء، مصابيح الكيروسين، المواقد وحاويات تخزين المواد الغذائية الحرارية. تأسست في شيكاغو في عام 1908 من قبل فيكتور س. جونسون الأب واُدرجت باسم شركة مانتل لامب.
تم إنشاء شركة علاء الدين للصناعات كشركة تابعة لشركة مانتل لامب في عام 1914، وتحديدًا لتصنيع الزجاجات الفارغة. تم تنويع الشركة أكثر تحت قيادة الرئيس السابق جونسون. وكانت صانعة أول صندوق غذاء للشخصيات، باستخدام صور هابالونج كاسيدي، في عام 1950.
في عام 1908، أصبح فيكتور س. جونسون، الأب، وهو بائع صابون في شيكاغو، مهتمًا بشوايات عباءة الكيروسين. غير راضين عن مصابيح الكيروسين المتوفرة في ذلك الوقت، بدأ جونسون بيع مصابيح عباءة أمريكية الصنع. أدرج أعماله مبيعات مصباح ودعا الشركة شركة مصباح عباءة أمريكا. في عام 1912، بدأت الشركة بتصنيع مصابيح الوشاح التي أعطت ضوءًا أبيض ثابتًا دون دخان. وقد أطلقوا على هذه المصابيح مصابيح علاء الدين بعد المصباح السحري ورغبة في منح الجني في قصة الأطفال.
في عام 1917، قام جونسون بتنويع عروض الشركة وبدأ في إنتاج أطباق الطبخ المعزولة، المعروفة في ذلك الوقت باسم اواني علاء الدين الحرارية، كانت هذه الأوانيات الحرارية هي أول مشروع للشركة في أطباق الحرارة والاحتفاظ بالبارد وهي من أوائل أبناء أعمام المنتجات المستخدمة اليوم.
في عام 1919، نقل جونسون هذه الأواني إلى فرع جديد اسمه صناعات علاء الدين. قدمت هذه الشركة الفرعية الجرار والأواني الفراغية ويرسلون بنجاح وتصنيع هذه المنتجات من 1919-1943.
في عام 1943، توفي فيكتور س. جونسون الأب، وتولى ابنه فيكتور س. جونسون الابن منصب رئيس شركة علاء الدين للصناعات.
في عام 1941، في محاولة لمركزية العمليات، نقل جونسون جونيور مكاتب علاء الدين ومرافق التصنيع إلى ناشفيل.

## الغذاء
تحت إدارة فيكتور جونسون الابن، بدأت علاء الدين بإنتاج صناديق الغداء المعدنية في الأربعينيات. وبحلول الخمسينيات من القرن الماضي، كانت علاء الدين رائدة في هذا المجال، وستبقى كذلك على مدار الثلاثين عامًا القادمة.
نتج هيمنة علاء الدين في منتجات الغداء من تحرّك استراتيجي في أوائل الخمسينات لترخيص صور الشخصيات المشهورة على منتجاتها.
هوبالونغ كاسيدي هو أول منتج لشخصية مُرخص لها وفي عامه الأول، ارتفعت المبيعات من 50000 وحدة إلى 600000 وحدة. يمكن القول أن علاء الدين قد ضربت وتر حساس مع المستهلكين على الصعيد الوطني. وشملت العلامة التجارية اللاحقة سوبرمان وميكي ماوس.
في عام 1965، وسعت شركة علاء الدين للصناعات خط إنتاجها من خلال الاستحواذ على عملية زجاجة ستانلي. ساهمت هذه الخطوة في ترسيخ مكانة الشركة في فئة حاويات الأغذية والمشروبات عن طريق تعميق خط إنتاجها من الفولاذ. في هذا الوقت، بدأ علاء الدين شركة فرعية أخرى، تسمى Aladdin Synergetic، التي أنتجت صواني وجبة للمستشفيات وشركات الطيران والسجون. تم بيع هذه الشركة في وقت لاحق في عام 1998 لشركة Welbit Corporation.

## الثمانينات – 2002
خلال الثمانينيات والتسعينيات استمرت علاء الدين في النمو، وبحلول منتصف التسعينيات، نمت عملية ناشفيل لتوظف 1100 موظف. في هذا الوقت، ازدادت شعبية الأكواب المعزولة بالرغوة وبيعت منتجات علاء الدين في سلاسل البقالة في جميع أنحاء البلاد. لسوء الحظ، خلال هذا الوقت، يمكن القول بأن علاء الدين عانى من سوء الإدارة وارتفاع تكاليف التشغيل مما أجبر علاء الدين على إغلاق مصنع ناشفيل على طريق مورفريسبورو، وإنتاج منتجاته الحرارية الأخيرة في يوليو 2002.
واعترافا بقيمة العلامة التجارية «علاء الدين»، وعزمها على جلب حياة جديدة للعلامة التجارية الشهيرة، قامت شركة «باسيفيك ماركت إنترناشيونال»، التي تتخذ من مدينة سياتل مقراً لها، بشراء العلامة التجارية «علاء الدين» في عام 2002.

## الوقت الحالي
تمتلك العلامة التجارية «علاء الدين» الآن شركة «باسيفيك ماركت إنترناشيونال» الخاصة، ويقع مقرها الرئيسي في سياتل، واشنطن، ولديها مكاتب في أوروبا وآسيا وأستراليا.
اعتبارا من عام 2009، قامت الشركة ببيع قوارير فارغة وغيرها من المنتجات الحرارية المصنعة تحت اسم علاء الدين.